# Oedera prolifera
Oedera prolifera là một loài thực vật có hoa trong họ Cúc. Loài này được L. f. mô tả khoa học đầu tiên.